# St. Francis (Dakota du Sud)
Pour les articles homonymes, voir St. Francis.
St. Francis est une municipalité américaine située dans le comté de Todd, dans l'État du Dakota du Sud.
La localité doit son nom à l'école indienne Saint-Francis, gérée par des franciscains et ainsi nommée en l'honneur de Saint François d'Assise.

## Démographie
| 1940 | 1950 | 1960 | 1970 | 1980 | 1990 |
| ---- | ---- | ---- | ---- | ---- | ---- |
| 273  | 241  | 421  | 300  | 766  | 815  |

| 2000 | 2010 | - | - | - | - |
| ---- | ---- | - | - | - | - |
| 675  | 709  | - | - | - | - |

Selon le recensement de 2010, St. Francis compte 709 habitants. La municipalité s'étend sur 0,36 milles carrés (0,93 km2).